# Перелік інгаляційних ліків
Перелік лікарські та лікувальні засоби, що вводяться шляхом інгаляцій.

## Види

### Інгаляційні анестетики
- aliflurane
- Хлороформ
- Циклопропан
- desflurane
- Діетиловий етер
- Галотан
- Ізофлуран
- Метоксифлуран
- methoxypropane
- Оксид азоту(I)
- roflurane
- Севофлуран
- teflurane
- Трихлоретилен
- Divinyl ether
- Ксенон

### Бронхолітики
- Arformoterol
- Bitolterol
- Епінефрин
- Фенотерол
- Формотерол
- Іпратропію бромід (Ipratropium)
- Isoetharine
- Ізопреналін (Isoproterenol)
- Levalbuterol
- Орципреналін (Metaproterenol)
- Pirbuterol
- Procaterol
- Racepinephrine (racemic epinephrine)
- Сальбутамол
- Сальметерол
- Тербуталін
- Тіотропію бромід

### Антигіпертензивні засоби
- Амілнітрит (Amyl nitrite)
- Ілопрост (Prostacyclin)
- Оксид азоту(II) (Nitric oxide)

### Протизапальні засоби
- Беклометазон
- Будесонід
- Ciclesonide
- Cromolyn
- Дексаметазон
- Flunisolide
- Флутиказон
- Мометазон
- Nedocromil
- Триамцинолон

### Протимікробні засоби
- Пентамідин
- Рибавірин
- Тобраміцин
- Занамівір

### Легеневі сурфактанти
- Beractant
- Calfactant
- Colfosceril
- Poractant alfa

### Симпатоміметичніаміни
- Амфетамін (Benzedrine)
- Levomethamphetamine (Vicks Vapor Inhaler)
- Propylhexedrine (Benzedrex)

### Різне
- Нюхальна сіль
- Дорназа альфа
- Глутатіон
- Insulin
- Methacholine
- Нікотин
- Хлорид натрію

### Звичайні інгалятори
- рідина для зняття лаку
- клей
- розріджувач фарби
- очищувач комп'ютера
- корекційні рідини